# 페토라노술지치오
페토라노술지치오(이탈리아어: Pettorano sul Gizio)는 이탈리아 아브루초주 라퀼라도에 있는 코무네이다.